# Gluškovo
Gluškovo (rusky Глушково) je správní centrum gluškovského okresu, sídlo městského typu v Kurské oblasti v Rusku. Žije zde 4 785 obyvatel (2021).

## Geografie
Gluškovo se nachází na levém břehu řeky Sejm v centrální části Středoruské vysočiny, 10 km severozápadně od železniční stanice Gluškovo (na trati Vorožba - Kursk), 150 km od oblastního centra Kursku a jen 10 km od státní hranice s Ukrajinou.

## Historie

### Carské období
Do poloviny 17. století byla tato oblast pohraničním územím Ruského carství, přičemž hlavními centry ochrany ruské hranice v okolí byla města Putyvl a Rylsk. Od roku 1571 začali bojarské děti z Rylsku sloužit na strážních stanovištích na území dnešního Gluškova, aby zabránily nájezdům Krymského chanátu. Oblast za řekou Sejm byla tehdy neosídlená a nazývala se Divoká pole. Posilování ruského státu spolu s výstavbou dalších strážních postů umožňovalo efektivněji bojovat s tatarskými nájezdníky a hranice se tam mohla posunout za řeku Sejm a začít se tak rozvíjet neobydlená území. Jako odměnu za nebezpečnou službu na hranici dostávali šlechtici a bojarské děti nejen plat, ale také pozemky za řekou Sejm.
První zmínka o osídlení moderního Gluškova pochází z poloviny 17. století, kdy statkář Gluškov pozval na své pozemky další osadníky, kteří se zde usadili a v roce 1647 tak vznikla osada Gluškovo, pojmenovaná po svém prvním osadníkovi. Od roku 1669 se v osadě objevovali první osadníci z pravobřežní Ukrajiny, kteří utíkali před polským útlakem. V důsledku tohoto přesídlení velkého množství Ukrajinců vznikla zvláštní ukrajinsko-ruská kultura a nářečí, které přetrvalo do současnosti.
Hospodářská politika cara Petra I. Velikého, zaměřená na rozvoj průmyslu, vedla v roce 1719 k založení nejstaršího průmyslového podniku v celé Kurské gubernii - Gluškovské soukenné manufaktury. Tato manufaktura využívala především nucenou práci a byla založena kupcem Ivanem Dubrovským a místním statkářem Vasilijem Korčminem.
Ve druhé polovině 18. století a první polovině 19. století patřilo Gluškovo spolu se soukennou manufakturou rodu Potěminků. Dne 3. června 1791 byla gluškovská manufaktura, včetně veškerých pozemků a obyvatel, přidělena Pavlu Potěmkinovi na základě dekretu carevny Kateřiny II. Veliké. Poslední hrabě z rodu Potěmkinů, Sergej Pavlovič Potěmkin, se zde narodil a nechal postavit kostel, kde byl také pohřben.
Na počátku 20. století v Gluškově fungovala vedle soukenné manufaktury také barvírna a cihelna. Gluškovo mělo tři kostely, školu a dvě nemocnice. K rozvoji Gluškova významně přispěl statkář, průmyslník a milionář Michail Ivanovič Tereščenko, který byl ministrem v ruské prozatímní vládě. Nechal v obci postavit mnoho budov, které stojí dodnes, a založil zde park. U řeky Sejm stál jeho honosný dvoupatrový dům.

### Sovětské období
Za druhé světové války bylo Gluškovo od 8. října 1941 do 2. září 1943 obsazeno německým Wehrmachtem. Během bojů v rámci protiofenzívy Rudé armády po neúspěchu německé operace Citadela byla obec silně poničena a počet obyvatel klesl o dvě třetiny. Místní dělník z Gluškovské soukenné továrny Ivan Ljubimov se během války stal stíhacím pilotem a Hrdinou Sovětského svazu.
V roce 1959 bylo Gluškovo povýšeno na sídlo městského typu.

### Rusko-ukrajinská válka
Dne 18. května 2024 během rusko-ukrajinské války došlo k ukrajinskému dronovému útoku na Gluškovo, během kterého došlo k výbuchu ve sportovně rekreačním komplexu a byly zraněni dva lidé. Dne 5. března 2024 ukrajinský dronový útok způsobil v Gluškovu požár. V rámci ukrajinského tažení do Kurské oblasti došlo v srpnu 2024 k těžkým bojím u Gluškova, které muselo být celé evakuováno. Dne 22. července 2024 byla v Gluškově zasažena při ukrajinském ostřelování rozvodná stanice a obec se ocitla bez elektřiny.
Dne 16. srpna 2024 zničila ukrajinská armáda most přes řeku Sejm v Gluškově. Most byl částečně poškozen během ukrajinského útoku, při kterém zahynuli dav dobrovolní pracovníci z hnutí Všeruská lidová fronta. Následně se most zcela zřítil po zásahu raketou HIMARS.

## Kultura a sport
V Gluškově funguje okresní dům kultury, středisko uměleckých řemesel, dětská umělecká škola, středisko volného času, sportovní areál, kino, pobočka Regionálního vlastivědného kurského muzea, ústřední krajská knihovna, dětská sportovní škola mládeže.
V obci je amatérský fotbalový tým Victoria.